# Hr.Ms. Johan Maurits van Nassau (1933)

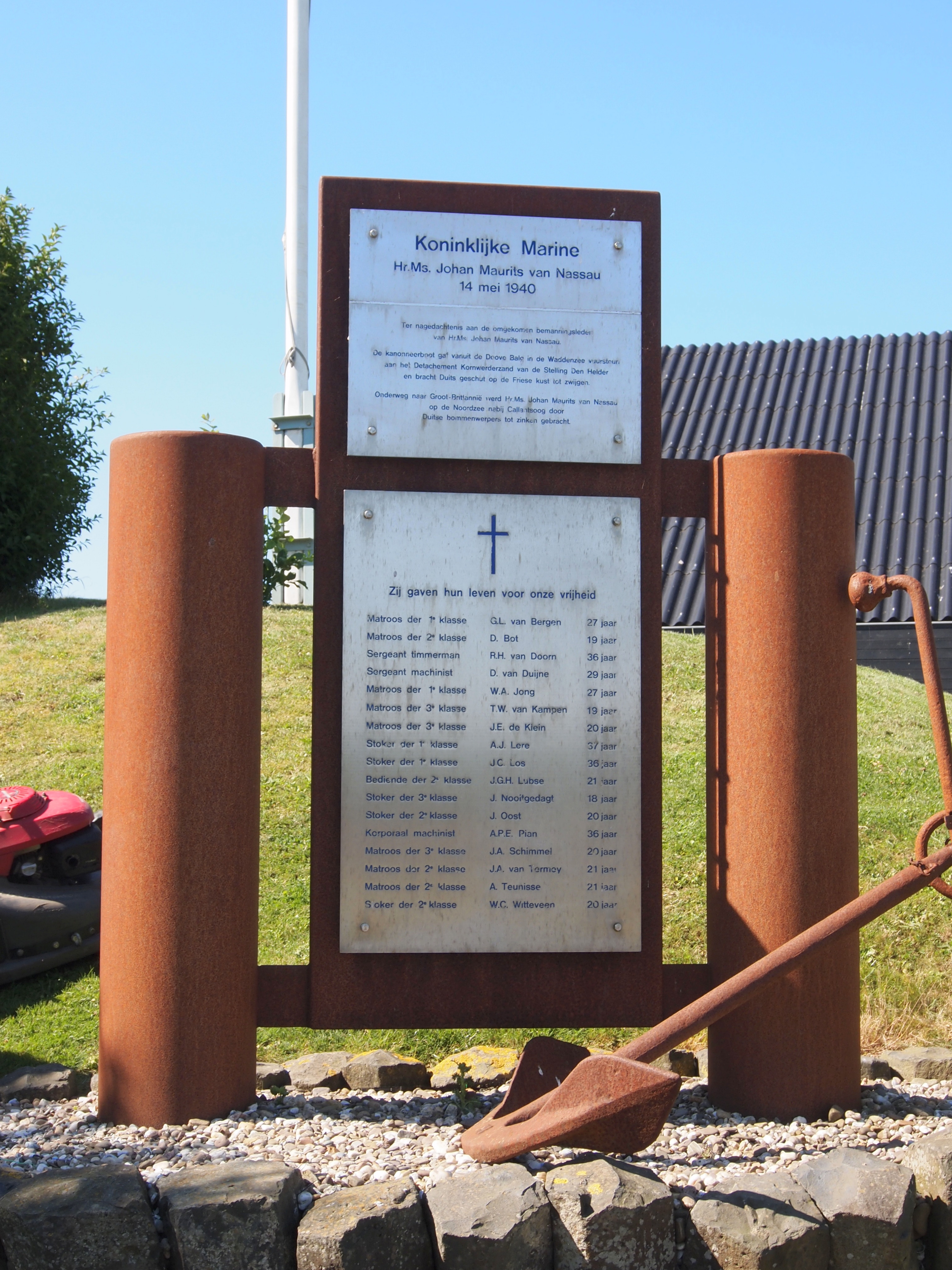
Marinemonument voor omgekomen bemanningsleden in Kornwerderzand.

De Hr.Ms. Johan Maurits van Nassau was een Nederlandse kanonneerboot gebouwd door de Zeeuwse scheepswerf Koninklijke Maatschappij de Schelde uit Vlissingen. Het schip, vernoemd naar Johan Maurits van Nassau-Siegen gouverneur-generaal van Nederlands-Brazilië, was gebouwd om dienst te doen als stationschip in de Nederlandse Antillen.

## Inzet voor de Tweede Wereldoorlog
Het schip werd op 5 april 1933 in dienst genomen en vertrok op 29 juni van dat jaar naar Curaçao. Luitenant-ter-zee J. Ruitenschild vervaardigde op dit schip tijdens deze reis een als goed beoordeelde kaart van het eiland. In 1937 keerde het schip terug naar Europa om Nederlandse schepen te beschermen tijdens de Spaanse Burgeroorlog. Op 21 januari 1939 keerde het schip voor het eerst sinds 1933 terug naar Nederland en meerde het af in de haven van Den Helder.

## De Johan Maurits tijdens de Tweede Wereldoorlog
Tijdens de Duitse aanval op Nederland in 1940, lag de Johan Maurits op de rede van Vlissingen. Tijdens de eerste dag van de Duitse aanval, op 10 mei, wist het schip een van de Duitse vliegtuigen die mijnen legde bij Vlissingen neer te schieten. In de namiddag van 10 mei kreeg het schip orders om op te stomen naar Hoek van Holland. Kort na de aankomst in Hoek van Holland werd deze order herroepen en moest het schip terug naar Vlissingen, maar omdat de schroef van het schip bij het uitvaren van de haven verstrikt raakte in het anker van een boei werd de nacht doorgebracht in de haven van Hoek van Holland. De dag erna kreeg het schip de opdracht op te stomen naar Den Helder. Op 13 mei werd het schip door een Duits Heinkel-vliegtuig aangevallen, waarbij het geen schade opliep.
Aangekomen op de rede van Den Helder kreeg het schip de opdracht op te stomen naar de Texelstroom om vanaf daar de kop van de Afsluitdijk onder vuur te nemen. Op 14 mei werd door de Johan Maurits de Duitse batterij bij Kornwerderzand onder vuur genomen, waarbij 98 schoten zijn afgevuurd. Later die dag ging het schip verloren bij een luchtaanval bij Callantsoog terwijl het schip probeerde uit te wijken naar het Verenigd Koninkrijk. Hierbij kwamen 17 bemanningsleden om. 
Op 25 juni 1943 werd een fregat van de River-klasse, de ex HMS Ribble, in Nederlandse dienst gesteld als onderzeebootjager en, ter ere van de eerder gezonken kanonneerboot, Johan Maurits van Nassau gedoopt.

## Marinemonument
Ter nagedachtenis aan de omgekomen bemanningsleden werd op 7 april 2005 door de CZM bij het Kazemattenmuseum in Kornwerderzand op de Afsluitdijk een monument onthuld. De overige bemanningsleden werden gered door andere schepen die naar het Verenigd Koninkrijk uitweken.